# Fausto
Fausto (der vollständige Titel lautet: Fausto. Impresiones del gaucho Anastasio el Pollo en la representación de esta ópera oder auf Deutsch in etwa: Faust. Impressionen des Gaucho Anastasio el Pollo (Anastasio das Hühnchen bzw. Küken) bei der Vorführung dieser Oper) ist eine Verserzählung von Estanislao del Campo in 1.278 Versen und gilt als das Hauptwerk des Autors. Die erste Version des Fausto wurde 1866 in der Zeitung Correo del Domingo veröffentlicht, drei Tage darauf in der Zeitung La Tribuna. Eine erweiterte Fassung erschien noch Ende des Jahres als Broschüre. Die dritte und letzte zu Lebzeiten del Campos veröffentlichte Fassung ist im Sammelband Poesías (1870) enthalten.

## Form
Die ersten 200 Verse des Fausto bestehen aus Dezimen mit dem Reimschema [abbaaccddc]. Die restlichen 1.072 Verse bestehen aus Vierzeilern mit dem Reimschema [abba]. Eine Ausnahme bilden dabei die Verse 1.101-1.104 mit dem Reimschema [abad]. Die letzte Strophe ist ein Sechszeiler mit dem Reimschema [abbccb], die zusammen mit der vorangehenden Strophe eine Dezime mit demselben Reimschema der ersten Strophen des Fausto ergeben würde.

## Inhalt
Fausto ist in sechs Abschnitte eingeteilt, die mit römischen Zahlen markiert sind. Der Titel der Verserzählung bezieht sich auf eine Aufführung der Oper Faust von Charles Gounod, die in der Nacht des 24. August 1866 im Teatro Colón stattgefunden hat. Die Erzählung mokiert sich über die Gauchos und deren Ignoranz, die durch die naive Beschreibung der Opernaufführung durch einen von ihnen besonders zum Ausdruck kommen soll. 

### I (Vers 1-200)
Ein Gaucho, genannt Laguna, macht sich von Bragado (in der Provinz Buenos Aires) auf die Reise. Zunächst werden die Fähigkeiten Lagunas, die Beschaffenheit seines Pferdes Záfiro und die Pracht des (mit Silber geschmückten) Pferdegeschirrs gepriesen. Die Beschreibung gipfelt mit der spöttischen Bemerkung, Laguna trage halb Potosí bei sich. An einem Fluss, wohl dem Río Salado, begegnet er zufällig seinem alten Freund Pollo. Da beide sich sehr lange nicht gesehen haben und sehr eng miteinander befreundet sind, umarmen sie sich und vergießen Tränen. Auch die Pferde der beiden scheinen sich zu mögen. Pollo fordert Laguna auf, ihnen Zigarren zu drehen, während er die Pferde anbindet. Laguna ist der Meinung, dass es unnötig sei, sein Pferd anzubinden, da es so treu sei, dass es immer an Ort und Stelle stehe, egal, wo und wie lange er es stehen lasse. Als Pollo Laguna danach fragt, was er in der Gegend mache, antwortet, dieser, dass er in der Stadt gewesen sei. Er habe bei einem Einwanderer Schulden eintreiben wollen, aber dieser habe behauptet, dass er derzeit zahlungsunfähig sei und deshalb um Aufschub gebeten. Laguna habe ihn vor Wut beinahe ausgepeitscht. Beide beklagen sich über die wirtschaftliche Not, die die Bevölkerung aufgrund des Paraguay-Krieges (1864–1870) leide. Pollo tadelt Laguna angesichts seines silbernen Pferdegeschirrs für seine Klage, da diese in seinem Fall nicht berechtigt sei. Laguna erwidert Pollo, dass das silberne Pferdegeschirr keineswegs ein Indiz für Reichtum sei. Er habe das Pferdegeschirr lediglich beim Kartenspiel gewonnen. Derjenige, der ihm das Pferdegeschirr habe geben müssen, habe ihn der Hexerei bezichtigt bzw. den Verdacht geäußert, dass er einen Pakt mit dem Teufel geschlossen und deshalb im Kartenspiel gewonnen habe. Die Erwähnung des Teufels ist wiederum Anlass für eine Schilderung Pollos, der den Teufel höchstpersönlich gesehen haben will. Nach einer kurzen Pause fordert Pollo Laguna auf, sein Pferd mit dem anderen zu verkoppeln und sich anschließend hinzusetzen, da seine Schilderung lang sein werde.

### II (Vers 201-428)
Pollo beginnt seine Schilderung. Alles, was er beschreibt, wird mit den Begriffen eines Gaucho wiedergegeben. Er habe vier Tagen zuvor eines Abends in Buenos Aires mehrere Kutschen vor dem Teatro Colón halten sehen. Die Menschen hätten sich wie Vieh vor dem Tresen, d. h. dem Kartenschalter gedrängt. Nachdem er seine Eintrittskarte habe kaufen können, habe er gesehen, dass eine ältere Frau in Ohnmacht gefallen sei und sich gefragt, warum so viele Schafe in einen derart kleinen Stall eingeschlossen würden. Obendrein sei ihm in der Menschenmenge der Dolch gestohlen worden. Laguna bemerkt, dass der Dieb sicher ein Einwanderer gewesen sei. Pollo fährt mit seiner Schilderung fort. Er habe bei den Menschen, die der niedrigsten Klasse angehören Platz genommen. Kaum habe er sich hingesetzt, habe das Orchester begonnen zu spielen. Schließlich sei ein Leinentuch zur Seite geschoben worden und ein Doktor erschienen, ein gewisser Faust. Laguna bemerkt, dass es sich bei dem genannten Doktor sicher um Fausto Aguilar, einem damals berühmten uruguayischen Militär handeln könnte. Pollo schließt diese Möglichkeit aus, da Fausto Aguilar inzwischen gestorben sei. Nach einer kurzen Wacholderschnapspause setzt Pollo seine Schilderung fort. Der Doktor habe beklagt, dass die Wissenschaften, die er studiert habe, ihm nichts gebracht hätten und dass er eine Blonde liebe, diese jedoch nicht ihn. Vor Verzweiflung habe der Doktor deshalb die Absicht geäußert, sich vergiften wollen. In einem darauf folgenden Wutanfall habe er den Teufel beschworen. Dies habe Pollo sehr erschrocken, denn der Teufel sei daraufhin tatsächlich erschienen. Nach einer kurzen Beschreibung des Teufels setzt Pollo die Schilderung der Handlung fort. Der Teufel habe dem Doktor seine Dienste angeboten. Zunächst habe der Doktor die Dienste des Teufels abgelehnt, aber schließlich sei es dem Teufel gelungen, den Doktor zu überreden. Der Teufel habe dem Doktor zunächst Geld, dann die Herrschaft über sein Land angeboten, aber der Doktor habe immer wieder abgelehnt. Stattdessen habe er sich vom Teufel das Herz seiner Angebeteten erbeten. Daraufhin habe der Teufel mit einem Fuß auf dem Boden gestampft. Die Mauer sei eingestürzt und hinter der Mauer sei die Angebetete des Doktors erschienen. Laguna kann die Geschichte nicht glauben, doch Pollo versichert, dass sich die halbe Stadt im Theater befunden habe und Zeugin dieses Ereignis gewesen sei. Im Anschluss erfolgt diesmal eine kurze Beschreibung der Angebeteten des Doktors. Pollo vergleicht Margarete dabei mit der Heiligen Jungfrau. Seiner Auffassung nach handelt es sich bei ihr um eine Frau mit einer engelhaften Schönheit. Der Doktor habe seine Angebetete in Besitz nehmen wollen, doch der Teufel habe ihn zurückgehalten und zunächst von ihm verlangt, dass er einen Pakt mit ihm schließe. Der Pakt bestehe darin, dass der Doktor ihm seine Seele verschreibe und der Teufel im Gegenzug alles tue, was der Doktor von ihm verlange. Der Doktor habe eingewilligt und den Pakt unterschrieben. Laguna kann nicht fassen, dass jemand mit Doktortitel sich zu einer derartigen Dummheit habe hinreißen lassen. Pollo weist ihn darauf hin, dass der Doktor nicht mehr der Jüngste und bereits etwas senil gewesen sei. Nach der Unterzeichnung des Paktes habe der Doktor den Teufel darum gebeten ihn zu verjüngen. Pollo vergleicht die Verjüngung des Doktors vor dem staunenden Laguna mit der Metamorphose einer Raupe, die sich in einen Schmetterling verwandelt. Ebenso habe sich der Doktor in einen gut aussehenden jungen Mann verwandelt. Schließlich habe der Teufel der Angebeteten des Doktors geboten, sich zu entfernen und durch einen Zauber die Mauer wieder aufstellen lassen, bevor der Vorhang gefallen sei.

### III (Vers 429-600)
Zunächst unterhalten sich Laguna und Pollo über Pferde, über die Schönheit des Sonnenaufgangs am Atlantik, über Flut und Ebbe und die sonstigen Naturschauspiele die das Meer und seine Flora und Fauna bieten. Als Laguna Pollo darauf aufmerksam macht, dass sie vom Thema abgekommen seien, setzt dieser seine Schilderung fort: Hinter der sich hebenden Leinwand sei eine Kneipe erschienen. In der Kneipe habe sich eine Gruppe Menschen befunden, darunter ein gewisser Don Valentín, ein Hauptmann, der demnächst in den Paraguay-Krieg ziehen werde. Dieser Valentín sei außerdem der Bruder der Angebeteten des Doktors gewesen und habe sich mit einer weiteren Person, Don Silverio, der die Absicht gehabt habe, diese zu heiraten, über sie unterhalten. Als Valentin mit den Anwesenden angestoßen habe, sei der Teufel erschienen und habe die Gesellschaft gebeten, sich zu ihr setzen zu dürfen. Der Teufel habe Absinth bestellt, als der Absinth serviert worden sei, diesem Wasser beigemischt. Daraufhin sei aus dem Glas des Teufels eine Stichflamme aufgestiegen. Die Anwesenden seien erschrocken zurückgewichen, doch der Teufel habe das Glas ausgetrunken als ob nichts sei. Um nicht als Feigling zu gelten, habe sich Valentín dem Teufel genähert und ihm die Hand gegeben. Der Teufel habe ihm daraufhin die Hand gelesen und ihm prophezeit, dass er nicht mehr lange leben werde. Empört über diese Prophezeiung habe Valentín seinen Säbel gezogen, allerdings sei auch der Teufel nicht unbewaffnet gewesen. Mit seinem Säbel habe der Teufel eine Furche in den Boden geritzt, aus der eine Flamme aufgestiegen sei und als sich der Säbel des Teufels und Valentíns berührt hätten, sei der Säbel Valentíns an der Stelle, an der er vom Säbel des Teufels berührt worden sei, zerbrochen. Valentín habe dann begriffen, dass er es mit dem Teufel zu tun habe und diesem die Kreuzform seines Säbelgriffes gezeigt. Der Teufel sei darauf zu Boden gestürzt und habe sich gewunden wie eine Schlange. Die anderen Anwesenden hätten die Gelegenheit genutzt und das Lokal fluchtartig verlassen. In diesem Moment habe Faust das Lokal betreten und vom Teufel erneut seine Angebetete verlangt. Der Teufel, der inzwischen wieder erholt habe, habe sie erneut erscheinen lassen. Fausto habe sie darauf zum Tanz gebeten, doch seine Angebetete habe sich geweigert, mit ihm zu tanzen. Als er sich beim Teufel über das Verhalten seiner Angebeteten beschwert habe, habe dieser ihn zu beruhigen versucht. Wenn er sie nicht zum Tanzen überreden könne, werde es ihm auf eine andere Art und Weise gelingen, sie sich gefügig bzw. geneigt zu machen. Er verspreche Fausto, dass er noch am Tag darauf in den Genuss ihrer Liebe kommen werde. Kurz darauf sei der Vorhang erneut gefallen.

### IV (Vers 601-908)
Die Schilderung wird durch die Einnahme von ein paar Schluck Wacholderschnaps unterbrochen. Pollo schlägt vor, den Gin mit einer Scheibe Wurst oder Guavenbrot zu begleiten. Laguna gibt hingegen zu verstehen, dass er nüchtern ist. Er habe am Morgen im Wirtshaus eines Einwanderers Einkäufe machen wollen. Pollo schlägt vor, diese nachzuholen, doch Laguna beharrt darauf, dass Pollo seine Schilderung fortsetzt. Pollo kommt Lagunas Bitte nach: Als sich das Leinentuch ein weiteres Mal gehoben habe, sei dahinter ein prächtiges Landhaus erschienen. Dagegen sei das Landhaus José Gregorio Lezamas, dessen Garten heute der Parque Lezama in Buenos Aires ist, ein ärmlicher Schweinestall. In dem besagten Haus habe die Angebetete des Doktors gewohnt. 
Es folgt eine Diskussion über die Liebe, zumal die Liebe Faustos zu seiner Angebeteten unglücklich gewesen sei. Laguna behauptet, dass er es nie dazu kommen lasse, sich unglücklich zu verlieben. Er vergleicht sein Verhältnis zu den Frauen mit einem Sieb. Wolle eine Frau nicht so wie er, lasse er sie durch das Sieb fallen. Pollo erwidert, dass Laguna wohl noch nie verliebt gewesen sei. Sei man einmal verliebt, könne man der Verliebtheit in keiner Weise entgehen, man sei ständig auf seine Angebetete fixiert. Es folgt eine Zustandsbeschreibung des Verliebtseins, die durch Lagunas Bitte unterbrochen wird, die Schilderung doch bitte fortzusetzen. 
Im Landhaus sei urplötzlich Don Silverio aufgetaucht. Der Doktor und der Teufel seien ihm gefolgt. Mit einem Band und den Blumen des Gartenbeetes habe Silverio einen Blumenstrauß gefertigt und diesen vor der Haustür der Angebeteten des Doktors gelegt. Laguna regt sich über die Unverfrorenheit und Feigheit Silverios auf. Als Silverio entfernt habe, habe der Teufel eine Schatulle neben den Blumenstrauß gelegt. Kurz darauf habe die Angebetete des Doktors auf der Gartenterrasse Socken geflickt. Erst als sie im Anschluss einen Rosenstrauch zurechtgestutzt habe, habe sie die Schatulle und den Strauß bemerkt. Den Strauß habe sie ignoriert und die mit Schmuck gefüllte Schatulle geöffnet. Mit dem Schmuck behangen sei die Angebetete des Doktors silberner als der Mond gewesen. Eine alte Frau, die sich um die Angebetete des Doktors gekümmert habe, sei darauf erschienen und habe sie gefragt, woher sie all den Schmuck habe. Daraufhin habe sich der Teufel bemerkbar gemacht. Fausto und der Teufel seien von den beiden Damen ins Haus gebeten worden. Der Teufel habe sich um die Alte gekümmert, damit der Doktor mit seiner Angebeteten allein sein könne. Zunächst habe sich die Angebetete des Doktors dagegen gesträubt, mit diesem allein zu sein, habe sich jedoch wieder beruhigt, als der Doktor ihr gegenüber behauptet habe, dass er ihr die Schatulle geschenkt habe. Da der Doktor schnell zur Sache habe kommen wollen, habe sie ihn durch Ausflüchte hingehalten, sei schließlich in ihr Haus geflüchtet und habe die ganze Nacht über am Fenster verbracht. Es folgt eine Beschreibung des Morgengrauens, der laut Pollo von unbeschreiblicher Schönheit gewesen sein soll. 
Der Teufel, der indessen ohne die Alte zurückgekehrt sei, habe den Doktor dafür getadelt, dass er zugelassen habe, dass seine Angebetete sich ihr Haus eingeschlossen habe. Der Teufel habe dem Doktor darauf ein gitterloses Fenster gezeigt, durch das der Doktor in das Haus eindringen könne. Der Doktor habe diese Gelegenheit genutzt und anschließend seine Angebetete an den Hüften gepackt. Diese habe seine Umarmung erwidert und der Vorhang sei erneut gefallen. 

### V (Vers 909-1124)
Als der Vorhang sich wieder erhoben habe, habe sich die Angebetete des Doktors Garn gesponnen. Sie habe derart kläglich geweint, dass auch Pollo habe weinen müssen. Da Laguna sich für die Tränen Pollos schämt, erwidert ihm dieser, mit einer ausschweifenden Antwort: Wenn Laguna von jemandem beleidigt würde, würde er einen Dolch zücken und den Mann sicher niederstechen und wenn die Gendarmerie daraufhin nach ihm suchen würde, würde er dann die Flucht ergreifen. Wenn dies der Fall wäre, würde ihm niemand den Rücken zukehren, sondern allernorts eine freundliche Aufnahme finden und er diese mit Arbeit vergelten. Wenn über die Angelegenheit Gras gewachsen sei, werde er an seinen Heimatort zurückkehren. Je länger er von seiner Heimat abwesend sein würde desto herzlicher würde die Aufnahme sein, die er dort finden würde. Wenn er in der Heimat des Weiteren eine Frau hintergehen würde, würde er sie anschließend im ganzen Ort der Lächerlichkeit preisgeben. Für die Betrogene wäre dies doppelt so schlimm, wenn sie keinen Bruder hätte, der sie rächen könne. Sie würde dann nicht anders können als ihr Leid zu klagen und mit ihren Tränen das Haar des Kindes zu nässen, mit dem er sie zurückgelassen habe. Dies sei ungefähr die Situation, in der sich die Angebetete des Doktors befunden habe. Selbst ein hartgesottener Gaucho bekomme beim Anblick einer solchen Szene feuchte Augen. Laguna gibt sich nach der Rede Pollos geschlagen und kann nun selbst die Tränen nicht zurückhalten. Pollo setzt seine Schilderung fort: Die Angebetete des Doktors habe sich anschließend ein Tuch umgehängt, um in die Kirche zu gehen. Der Teufel habe daraufhin im Nu eine Kirche erstehen lassen. Es folgt eine lange Beschreibung von der Angebeteten des Doktors, die in der Kirche betet und dabei den Anblick einer Märtyrerin bietet. In der Kirche sei der Teufel erschienen und habe sie nach Hause gejagt. Bei ihr zuhause sei der Teufel mit dem Doktor erschienen. Der Teufel habe Gitarre gespielt. Es wird die Szenerie des Sonnenuntergangs beschrieben. Die Angebetete des Doktors habe in Tränen aufgelöst Gott um Hilfe angefleht. Der Doktor habe den Teufel gebeten, Gitarre zu spielen und selbst begonnen zu singen. Plötzlich sei jedoch Valentín, der in der Stadt einen Auftrag zu erledigen hatte, aufgetaucht. Da er den Doktor und den Teufel gesehen habe, habe er den Säbel gezückt und dem Teufel die Saiten der Gitarre durchgeschnitten. Der Doktor und der Teufel hätten ihrerseits ihre Stichwaffen gezückt. Letzterer habe Valentín schließlich niedergestreckt. Bei dem Lärm habe sich eine Menschenmenge um sie geschart. Sowohl der Teufel als auch der Doktor seien jedoch entkommen. Als die Angebetete des Doktors ihren Bruder habe leblos und blutüberströmt auf den Boden liegen sehen, habe sie ihre Augen flehentlich zum Himmel erhoben. Mit dieser Szene sei der Vorhang gefallen.

### VI (Vers 1125–1278)
Aufgrund des harten Loses, das der Angebeteten des Doktors zuteilwurde, vergleicht Pollo sie mit einer Blume von unermesslicher Schönheit, die allerdings nichts von ihrer Vergänglichkeit und Verletzbarkeit weiß. Und so wie die Blume im Laufe des Tages nicht gemerkt habe, dass die Glut des Sonnenlichts und der nagende Wurm sie im Laufe des Tages zerstört hätten, und am Abend vom Tod überrascht werde, habe die Angebetete des Doktors nicht geahnt, dass sie ein derart grausames Schicksal ereilen werde. Doch, so Pollo, es solle noch schlimmer kommen, denn sie erwarte noch das Gefängnis. Als sich der Vorhang erneut erhoben habe, sei sie hinter Gefängnisgittern erschienen. Der Grund für ihre Verhaftung sei, dass sie aus Verzweiflung ihr Kind umgebracht habe. Von ihrer Zelle aus habe man die Trommelwirbel gehört, die für die zum Tode Verurteilten bestimmt seien. Selbst im Gefängnis hätten sie der Teufel und der Doktor besucht. Doch die Angebetete des Doktors sei inzwischen dem Wahnsinn verfallen und habe im Gefängnis eine Art Paradies aus Blumen gesehen und ihre vergangenen Lieben besungen. In der Trommel, deren Wirbel ihre Hinrichtung vorankündigte, habe sie eine Schatulle mit Diamanten gesehen. Schließlich habe sie dem Teufel fest in die Augen gesehen und sei tot umgefallen. Don Fausto sei über ihren Tod untröstlich gewesen. Plötzlich hätten sich die Wände des Gefängnisses aufgetan und der die Angebetete des Doktors sei diesem darauf erschienen und in den Himmel aufgestiegen. Der Erzengel Michael habe sie abgeholt. Beim Anblick des Erzengels sei der Teufel wie ein Gürteltier im Boden verschwunden. Daraufhin sei der Vorhang wieder gefallen und somit die Schilderung zu Ende. Laguna bewundert angesichts der vielen Hexerei, den Mut und die Tapferkeit Pollos. Pollo räumt ein, dass er nach der Vorstellung mehrere Tage an Kopfschmerzen gelitten habe. Am Ende nimmt Pollo noch einen letzten Schluck aus der Schnapsflasche, beide schirren ihre Pferde an und reiten zusammen fort. In einem Wirtshaus essen sie zu Abend. Als sie mit dem Essen fertig gewesen seien, habe Laguna die Ausbezahlung der Schulden des Wirts an Pollo verlangt.

## Weitere Informationen
- Der Name Anastasio el Pollo (Anastasio das Hühnchen bzw. Küken) ist eine Anspielung auf Anastasio el Chileno, der in einigen Dichtungen (Isidora la federala y mazorquera) Hilario Ascasubis vorkommt und auf Aniceto el Gallo (Aniceto der Hahn), ein Pseudonym Hilario Ascasubis.[2]
- Die Beschreibung von Gounods Faust in den Begriffen eines Gaucho erinnert an die Beschreibung des Schiffes und der Überfahrt, die in Hilario Ascasubis La Encuhetada (1848) ebenfalls in den Begriffen eines Gaucho erfolgt.
- Der Besuch Pollos im Teatro Colón ist vom Theaterbesuch Ramón Contreras anlässlich der Mai-Feste in Buenos Aires in Bartolomé Hidalgos Relación (1822) inspiriert.

### Textausgaben
Estanislao del Campo: "Fausto. Impresiones del gaucho Anastasio el Pollo en la representación de esta ópera", in: Poesía gauchesca. Biblioteca Ayacucho, Caracas 1977.